# Лаздиня-Юдіна Мільда Янівна
Мільда Янівна Лаздиня-Юдіна (нар. 1927) — передовик радянського сільського господарства, доярка радгоспу «Лієпупе» Міністерства радгоспів СРСР, Лімбазький район Латвійська РСР, Герой Соціалістичної Праці (1950).

## Біографія
Народилася в 1927 році в селі Туяс, Вольмарського повіту Латвії в бідній селянській родині. Після встановлення радянської влади в Латвії у 1940 році проживала в Латвійській РСР. Завершила навчання в семи класах середньої школи. У роки Другої світової війни, з 1941 по 1944, пережила німецько-фашистську окупацію.
Після звільнення території Латвії радянськими військами, в 1944 році, поступила працювати на тваринницьку ферму радгоспу "Лієпупе". З 1946 року стала працювати дояркою радгоспу. 
Досконало оволоділа професією і швидко стала домагатися значних виробничих результатів. Завершила навчання у школі комуністичної молоді, стала активно використовувати прогресивні методи праці. Організувала індивідуальну годівлю корів у своїй групі, для кожної сама розробила свій раціон. Все це дозволило збільшити надої молока і стати передовиком виробництва. В 1947 році зуміла отримати запо 3500 кг молока від кожної корови в середньому, в 1948 році нею отримано рекордні 5140 кг молока від кожної корови. Була представлена до нагородження Орденом Леніна. 
Продовжила отримувати рекордні надої і в 1949 році. Їй вдалося зробити 5697 кг молока від кожної закріпленої корови, а рік потому 5970 кг молока. Це були найкращі результати в регіоні. 
«За досягнення високих показників у тваринництві в 1949 році при виконанні радгоспом плану здачі державі сільськогосподарських продуктів і виконання плану приросту поголів'я по кожному виду худоби і птиці», указом Президії Верховної Ради СРСР від 27 вересня 1950 року Мільді Янівні Лаздиня-Юдіній присвоєно звання Героя Соціалістичної Праці з врученням ордена Леніна і медалі «Серп і Молот». 
Продовжувала і далі працювати в сільському господарстві. У 1950 році перейшла працювати бригадиром по вирощуванню молодняку на птахівничу ферму. З 1951 року - член КПРС. Депутат Верховної Ради Латвійської РСР 4-го скликання. 

## Нагороди
- Ззолота зірка «Серп і Молот» (27.09.1950);
- два ордени Леніна (09.10.1949, 27.09.1950);
- Медаль «За трудову доблесть» (05.08.1948).
- інші медалі.